# Lacul Pilat
Coordonate: 46° 58' 12" N, 8° 12' 16" O
Lacul Pilat după legendă „lacul interzis” azi există numai ca un smârc, după spuse el ar fi existat pe Oberstafel Oberalp (1548 m) și a aparținut de cantonul Lucerna, Elveția. Prin anii 1842 veneau aici pelerini de la Roma ca să vadă lacul. In anul 1979 regimul de conducere din Lucerna au declarat regiunea fostului lac ca zonă protejată a naturii.
In această regiune se poate ajunge numai pe jos, pe căile de drumeție de la muntele Pilat, stațiile de cale ferată Fräkmüntegg,  Lütoldsmatt, Alpnach, Eigental, sau  Kriens.